# Sergiu Radu
Sergiu Marian Radu es un exfutbolista rumano que ha comenzado a incursionar en dicho deporte a mediados de la década de los 90s jugando para el Jiul Petroşani en el marco de la temporada 96-97. Luego de seis años de estar jugando en distintos equipos de la liga rumana pasó al Le Mans Union Club 72 de Francia donde no tuvo un rendimiento constante (15 partidos, 0 goles). Su paso por el fútbol francés derivó en una vuelta hacia su país natal para después encontrar su nivel en el Energie Cottbus alemán (67 partidos, 26 goles).

## Selección nacional
Ha sido internacional con la Selección de fútbol de Rumania, ha jugado 1 partido internacional.

## Clubes
| Club                  | País     | Año       |
| --------------------- | -------- | --------- |
| Jiul Petroşani        | Rumania  | 1996-1997 |
| Olimpia Satu Mare     | Rumania  | 1997-1998 |
| Rapid Bucarest        | Rumania  | 1998-2001 |
| FC Progresul Bucarest | Rumania  | 2001-2003 |
| Le Mans Union Club 72 | Francia  | 2003-2004 |
| FC Progresul Bucarest | Rumania  | 2005      |
| Energie Cottbus       | Alemania | 2005-2007 |
| VfL Wolfsburg         | Alemania | 2007      |
| VfB Stuttgart         | Alemania | 2008      |
| 1. FC Colonia         | Alemania | 2008-2009 |
| Energie Cottbus       | Alemania | 2009-2010 |
| Alemannia Aachen      | Alemania | 2011-2012 |

## Palmarés

### Campeonatos nacionales
| Título               | Club           | País    | Año  |
| -------------------- | -------------- | ------- | ---- |
| Liga I               | Rapid Bucarest | Rumania | 1999 |
| Supercopa de Rumania | Rapid Bucarest | Rumania | 1999 |